# Дом Черноярова (Новочеркасск)
Дом Черноярова — объект культурного наследия регионального значения и памятник архитектуры, который расположен по Московской улице, 37 в городе Новочеркасске Ростовской области.

## История
Один из немногих сохранившихся деревянных домов — памятников архитектуры в городе Новочеркасске, был построен в середине XIX века. Дом изначально принадлежал чиновнику Т. Ф. Черноярову. В 1880-х годах в этом здании располагалась подпольная типография народовольцев. Среди её членов был и сын владельца дома Черноярова. Возглавлял организацию Е. И. Петровский, который раньше обучался в харьковском институте. Народники в Новочеркасске поддерживали контакты с Николаем Ивановичем Кибальчичем и Софьей Львовной Перовской, которые посещали этот дом. На фасаде дома установлена доска, свидетельствующая про их посещение этого здания. С 1992 года дом признан памятником архитектуры и объектом культурного наследия, охраняется законом. В наше время в здании работает вареничная «Близкие люди» и крафтовый пивной бар «HopHut».

## Описание
Фасад дома декорирован угловыми пилястрами, в отделке окон присутствуют наличники. Здание одноэтажное, обшитое деревом. Высокий цокольный каменный этаж. Крыша четырёхскатная, покрытая шифером. Окна узкие прямоугольной формы.